# Tom Petty and the Heartbreakers
Tom Petty and the Heartbreakers est un groupe de rock américain.

## Membres
- Tom Petty † : chant, guitares, harmonica (1975-2017) (mort le 2 octobre 2017)
- Mike Campbell : guitare (1975-2017)
- Benmont Tench : claviers, chœurs (1975-2017)
- Stan Lynch : batterie, percussions, chœurs (1975-1994)
- Ron Blair : basse, chœurs (1975-1982, 2002-2017)
- Howie Epstein : basse, chœurs (1982-2002)
- Scott Thurston : guitare rythmique, claviers, chœurs (1991-2017)
- Steve Ferrone : batterie, percussions (1994-2017)

## Discographie

### Albums studio
- 1976 : Tom Petty and the Heartbreakers
- 1978 : You're Gonna Get It!
- 1979 : Damn the Torpedoes
- 1981 : Hard Promises
- 1982 : Long After Dark
- 1985 : Southern Accents
- 1987 : Let Me Up (I've Had Enough)
- 1991 : Into the Great Wide Open
- 1996 : Songs and Music from the Motion Picture "She's the One"
- 1999 : Echo
- 2002 : The Last DJ
- 2010 : Mojo
- 2014 : Hypnotic Eye

### Albums en concert
- 1985 : Pack Up the Plantation: Live!
- 2009 : The Live Anthology (coffret 4 CD)
- 2010 : Mojo Tour 2010
- 2022 : Live at the Fillmore, 1997

### Compilations
- 1993 : Greatest Hits
- 1995 : Playback (coffret 6 CD)
- 2000 : Anthology: Through the Years
- 2018 : An American Treasure
- 2019 : The Best of Everything: The Definitive Career Spanning Hits Collection 1976-2016